# Manoir de L'Épinay-le-Comte
Le manoir de L'Épinay-le-Comte est un édifice situé à L'Épinay-le-Comte, commune déléguée de la commune nouvelle de Passais Villages, en France. Il est occupé par la mairie annexe de L'Épinay-le-Comte.

## Localisation
Le monument est situé dans le département français de l'Orne, dans le bourg de L'Épinay-le-Comte.

## Architecture
La salle des piliers du XIIe siècle est inscrite au titre des Monuments historiques depuis le 29 mai 1940.